# Cheumatopsyche japonica
Cheumatopsyche japonica là một loài Trichoptera trong họ Hydropsychidae. Chúng phân bố ở miền Cổ bắc.